# Ракицкий, Ярослав Владимирович
Яросла́в Влади́мирович Раки́цкий (укр. Ярослав Володимирович Ракицький; род. 3 августа 1989[…], Першотравенск, Днепропетровская область) — украинский футболист, защитник одесского «Черноморца». Выступал за сборную Украины. Участник двух чемпионатов Европы (2012 и 2016).
В системе донецкого «Шахтёра» находился с 13 лет. Прошёл путь до игрока основного состава команды. Вместе с «Шахтёром» становился семикратным чемпионом Украины, шестикратным обладателем Кубка и Суперкубка Украины, провёл за клуб 326 матчей и забил 14 мячей.
В составе молодёжной сборной Украины до 21 года участвовал в чемпионате Европы 2011 в Дании.

## Клубная карьера

### «Шахтёр» Донецк

#### Ранний этап
В шесть лет попал в футбольную секцию своего родного города Першотравенска, где его тренером был Павел Дулинов. Вместе с ним занимался футболом Виталий Виценец. В 2003 году выступал в детско-юношеской футбольной лиге Украины за «Самару-Метеорит» из Павлограда. В 13 лет попал в академию донецкого «Шахтёра». В 2005 году в ДЮФЛ выступал также за училище олимпийского резерва (УОР) из Донецка.
Летом 2006 года был переведён в «Шахтёр-3», который выступал во Второй лиге Украины. В этом турнире дебютировал 31 июля 2006 года в матче против клуба «Сумы» (1:2). Всего за «Шахтёр-3» провёл 31 матч и забил 4 мяча. В сезоне 2006/07 провёл также 9 матчей в молодёжном чемпионате Украины, а «Шахтёр» стал серебряным призёром турнира.
В начале сентября 2008 года главный тренер «Шахтёра» Мирча Луческу взял Ракицкого на товарищеский матч в Турции против «Бешикташа» (2:0), Ярослав вышел на поле в конце игры в добавленное время вместо Артёма Федецкого. В январе 2009 года Ракицкий был вызван на тренировочный сбор в Испании. Под конец сборов он получил травму, повредив спину. В сезоне 2008/09 вместе с дублем «Шахтёра» впервые стал победителем молодёжного чемпионата. Ракицкий сыграл в 27 матчах и забил 11 мячей.

#### Сезон 2009/10

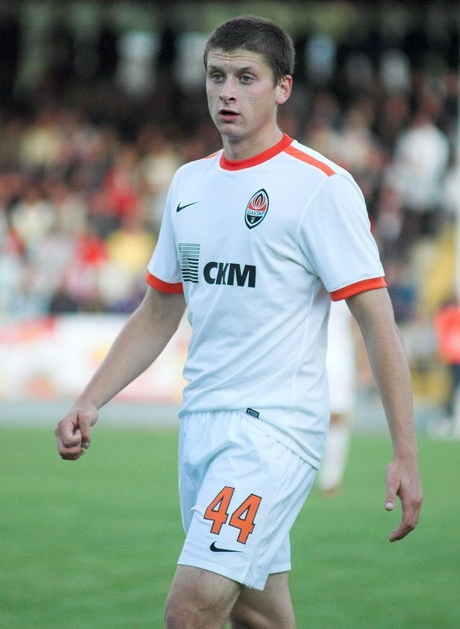
Ярослав Ракицкий в игре за «Шахтёр» в 2009 году

Летом 2009 года побывал на тренировочных сборах вместе с «Шахтёром» в Австрии и Швейцарии. Летом этого года Ракицкий также мог уйти в аренду в донецкий «Металлург». 15 августа 2009 года дебютировал за основную команду «Шахтёра» в официальной игре, в Кубке Украины в матче против овидиопольского «Днестра» (1:6), Ракицкий отыграл весь матч. В следующем матче кубка против «Еднисти», Ярослав отметился голом на 44 минуте, а «Шахтёр» победил (3:1).
25 августа 2009 года дебютировал в еврокубках в матче плей-офф раунда Лиги Европы против турецкого «Сивасспора» (2:0), Ракицкий вышел на 61 минуте вместо Илсиньо. Из-за ухода основного защитника Дмитрия Чигринского в «Барселону», главный тренер «горняков» стал выпускать Ракицкого в составе команды.
В Премьер-лиге Украины дебютировал 31 августа 2009 года в матче против луганской «Зари» (3:1), тогда он вышел на поле в начале второго тайма вместо Вячеслава Шевчука. Впервые в основе в чемпионате Ярослав вышел на поле в следующем туре в матче против киевского «Арсенала» (2:4). В матче открытия «Донбасс Арены» 27 сентября против киевской «Оболони» (4:0), Ракицкий был признан лучшим игроков в составе «Шахтёра».
17 сентября в первом групповом матче Лиги Европы против «Брюгге» (1:4), Луческу выпустил Ракицкого с первой минуты (ранее Мирча Луческу не выставлял молодых игроков с первых минут на таком уровне). В том матче Ярослав продемонстрировал очень уверенную игру.
В итоге в групповом раунде Лиги Европы «Шахтёр» занял 1 место и прошёл дальше. Ракицкий сыграл во всех 6 матчах. В домашней игре против «Партизана» (4:1), Ярослав забил гол на 67 минуте с подачи Рэзвана Раца. В 1/16 финала «Шахтёр» уступил английскому «Фулхэму», будущему финалисту турнира. В выездной игре дончане уступили (2:1) и дома сыграли вничью (1:1), Ярослав принял участие в обеих встречах.
По итогам 2009 года по опросу сайта UA-Футбол Ракицкий занял первое место в номинации «Лучший молодой украинский футболист». В мае 2010 года он перенёс операцию по коррекции носовой перегородки, так как дыхание у него было затрудненно ещё с 13—14 лет.
По итогам сезона 2009/10 «Шахтёр» стал чемпионом Украины, обыграв киевское «Динамо» (1:0) в предпоследнем 29 туре, а Ракицкий был признан лучшим игроком «горняков» в этом матче. Всего в чемпионате он сыграл в 24 матчах команды из 30, в которых получил 3 жёлтых карточки. В Кубке Украины «Шахтёр» дошёл до полуфинала, в четвертьфинале обыграв «Динамо» (2:0), а в полуфинале уступив донецкому «Металлургу» (2:1).

#### Сезон 2010/11

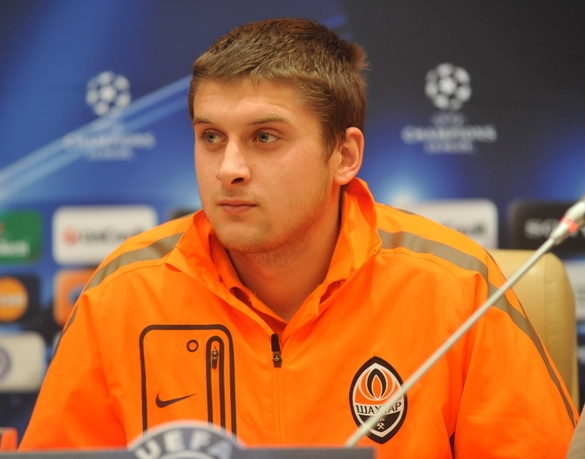
Ракицкий на пресс-конференции перед матчем Лиги чемпионов, 2011 год

Сезон 2010/11 начался с победы «Шахтёра» в Суперкубке Украины над симферопольской «Таврией» с разгромным счётом (7:1) на «Славутич-Арене».
В Лиге чемпионов «Шахтёр» выступал с группового раунда, в котором он занял 1 место, обойдя «Арсенал», «Брагу» и «Партизан». В 1/8 финала «горняки» обыграли итальянскую «Рому» с общим счётом 6:2. В первом матче четвертьфинала против «Барселоны» «Шахтёр» уступил 1:5, Ракицкий забил единственный мяч дончан на 59 минуте. После матча именно пару защитников Ракицкого и Ищенко винили в поражении команды. В ответной игре «Шахтёр» вновь уступил «Барселоне» — 0:1 и покинул турнир. «Барселона» в итоге стала победителем турнира, а для «Шахтёра» выход в 1/4 финала Лиги чемпионов был лучшим результатом за всю историю клуба. Ракицкий сыграл во всех 10 матчах турнира.
Чемпионат Украины вновь выиграл «Шахтёр», обогнав своего принципиального соперника «Динамо» на 7 очков. Ракицкий сыграл в 21 матче и забил 1 гол (в ворота «Кривбасса»). В Кубке «горняки» дошли до финала, где обыграли «Динамо» со счётом (0:2).
По итогам сезона сайт Football.ua назвал Ракицкого лучшим игроком чемпионата Украины и включил его символическую сборную турнира, а опросу газеты «Спорт-арена» Ракицкий был назван лучшим защитником этого сезона. Также по ходу сезона появлялась информация об интересе к нему со стороны: «Арсенала», «Барселоны», «Фулхэма» и «Ювентуса».

### «Зенит» Санкт-Петербург

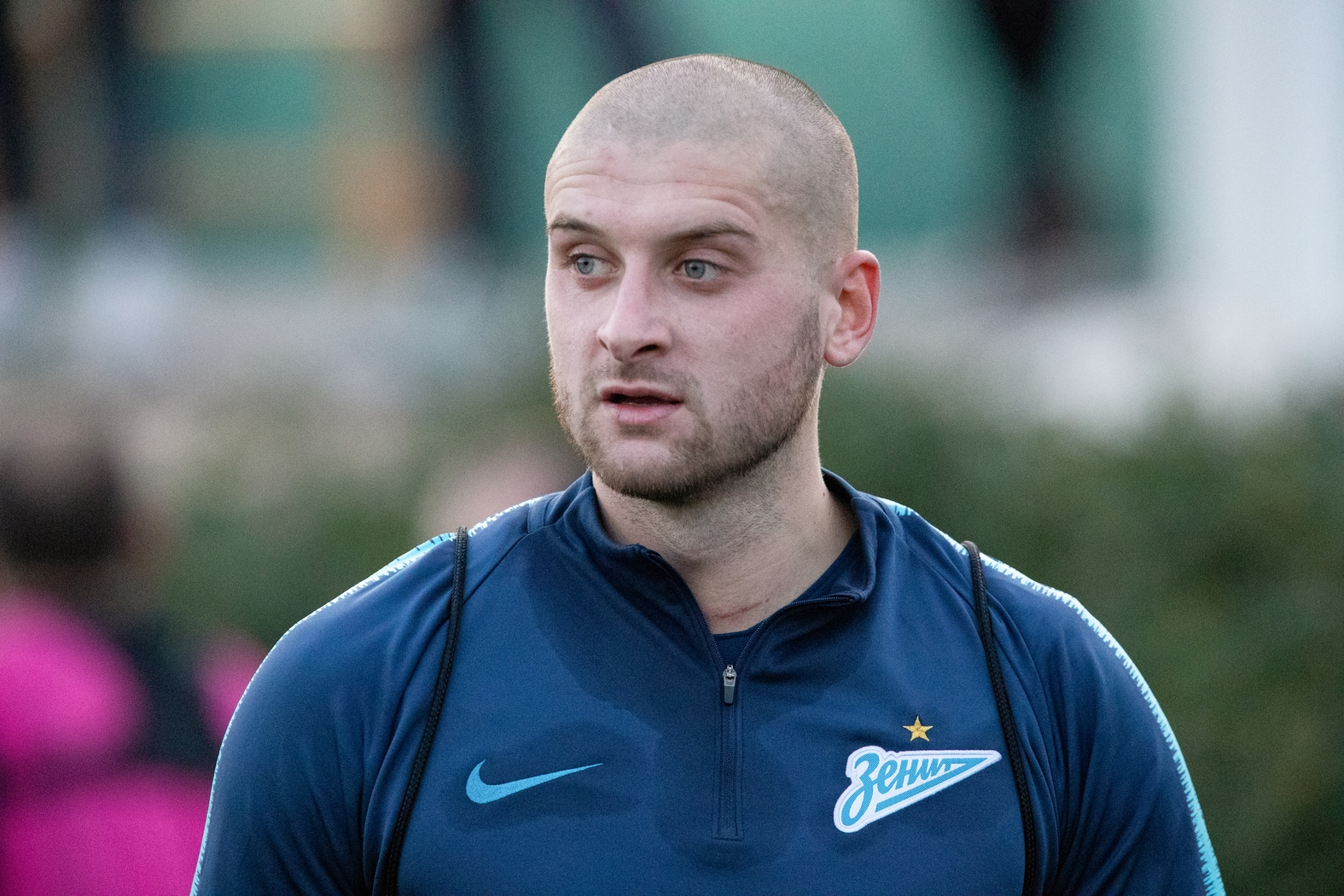
Ярослав Ракицкий в «Зените», 2019 год

28 января 2019 года перешёл в российский «Зенит» Санкт-Петербург, соглашение рассчитано на 3,5 года. Этот переход неоднозначно был воспринят украинскими болельщиками и СМИ. Многие болельщики пожелали удачи и поблагодарили игрока, отыгравшего за «Шахтёр» более десяти лет. Часть болельщиков, журналистов и бывших спортсменов возмутилась переходом в российский клуб, ссылаясь на напряжённые отношения между Россией и Украиной в последние годы. Первый матч провёл 12 февраля в первом матче 1/16 Лиги Европы против «Фенербахче» (0:1). Первый гол забил на 81-й минуте матча с «Оренбургом» (3:1).
В 2022 году футболист отрицательно отреагировал на военные действия России против Украины. «Я — Украинец! Украине Мир! Стоп войне!» — написал Ракицкий. Спустя два дня после заявления спортсмен расторг контракт с клубом «из-за тяжёлой семейной ситуации».

### «Адана Демирспор»
23 июля 2022 года подписал контракт с турецким клубом «Адана Демирспор». Соглашение рассчитано на один год с возможностью продления ещё на один. 3 декабря 2022 года стало известно, что футболист и клуб расторгли контракт по соглашению сторон.

### «Шахтёр» Донецк
16 января 2023 года Ракицкий официально вернулся в «Шахтёр» в статусе свободного агента. 5 марта 2023 года в матче против «Металлиста 1925», отметился голом.

## Карьера в сборной

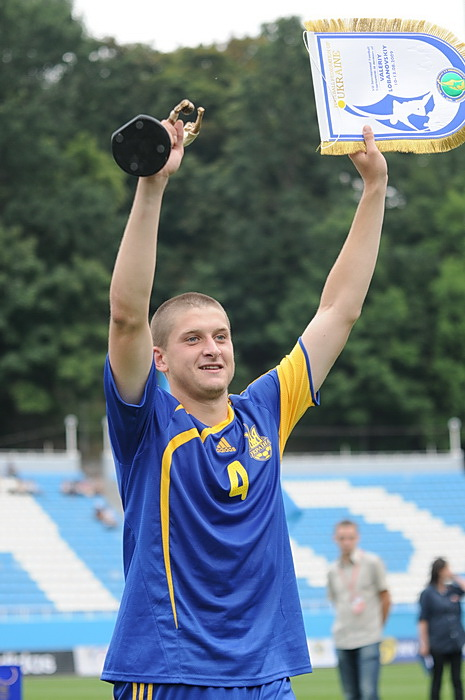
После победы на мемориале Лобановского, 2009 год

#### Молодёжная сборная
Впервые в молодёжную сборную Украины был вызван Павлом Яковенко в начале октября 2008 года на товарищеские матчи против Нидерландов и Португалии. В составе молодёжки сборной дебютировал 10 октября в матче против Нидерландов (0:0), Ракицкий отыграл весь матч и получил жёлтую карточку.
В августе 2009 года был вызван Павлом Яковенко на турнир памяти Валерия Лобановского. В полуфинальном матче Украина обыграла Иран (2:1) и вышла в финал. В финале Украина обыграла Турцию (1:0), Ярослав отыграл весь матч. По итогам турнира он получил приз как лучший полузащитник, хотя выступал на позиции защитника.
В отборочном турнире на молодёжный чемпионат Европы 2011 Украина заняла 1 место. Ракицкий в отборе провёл всего 4 матча и забил 2 гола (в ворота Мальты и Франции). В стыковых матчах «жёлто-синие» обыграли Нидерланды. В выездном матче Украина смогла одержать победу со счётом 3:1, Ракицкий отыграл весь матч. В домашнем матче несмотря на поражение 0:2, Украина попала на чемпионат за счёт гола на выезде.
Ракицкий также попал в заявку Яковенко на чемпионат, который проходил в Дании, куда он поехал в статусе одного из лидеров сборной. В своей группе Украина заняла последнее 4 место, уступив Англии, Чехии и Испании. Несмотря на это он попал в символическую сборную турнира и стал единственным представителем сборной Украины.

#### Национальная сборная
В национальную сборную Украины впервые был вызван Алексеем Михайличенко 30 сентября 2009 года, спустя месяц после дебюта за «Шахтёр», на отборочные матчи чемпионата мира 2010 против Англии и Андорры. 10 октября 2009 года дебютировал в составе сборной, отыграв весь матч против Англии (1:0). В своём втором интернациональном матче против Андорры он забил гол, а Украина победила 6:0 и вышла в плей-офф.

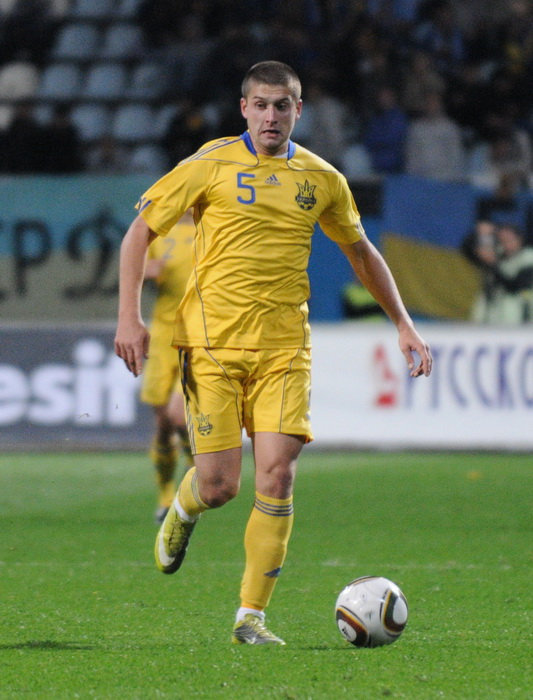
Ярослав Ракицкий в игре за сборную Украины в 2010 году

В плей-офф сборной Украине жребий определил в соперники сборную Греции, на два матча с которой Ракицкий также был вызван. В выездной игре Украина сыграла 0:0, а во второй проиграла 0:1 и не смогла квалифицироваться на чемпионат мира 2010.
После того как Украина не попала на чемпионат мира, началась подготовка к участию на чемпионате Европы 2012, который прошёл совместно на Украине и в Польше. При Мироне Маркевиче Ракицкий сыграл в двух матчах против Норвегии (0:1) и Нидерландов (1:1).
После того как исполняющим обязанности был назначен Юрий Калитвинцев, Ракицкий сыграл под его руководством сыграл в 4 встречах. В матче против Чили (2:1), Ракицкий забил гол на 36 минуте в ворота Луиса Марине. После он сыграл в матче со Швейцарией (2:2). В рамках турнира Cyprus Cup сыграл в полуфинальном матче против Румынии, забил гол на 23 минуте, открыв счёт. В итоге Украина одержала победу (2:2 в основное время и 2:4 по пенальти). В финале не сыграл, а Украина одержала победу в турнире, обыграв Швецию (1:1 в основное время и 5:4 по пенальти). Также при Калитвинцеве он сыграл в матче против Италии (0:2).
Позже, после того как сборную возглавил Олег Блохин, он вызвал Ракицкого на матч против Швеции, который состоялся 10 августа 2011 года. Но в матче он участие не принял из-за воспаления коленного сустава. А после того, как Ракицкий сыграл в матче чемпионата Украины за «Шахтёр» 13 августа против «Днепра», Блохин заявил, что он симулировал травму и что Ракицкий не желает играть в сборной. Позже сам Ракицкий заявил, что конфликт с Блохиным улажен.
В сентябре 2011 сыграл в двух матчах против Уругвая (2:3) и Чехии (4:0). В матче с Эстонией 11 октября 2011 года не сыграл из-за проблем с желудочно-кишечным трактом.
С начала Войны на востоке Украины Ракицкий неоднократно сталкивался с вопросами СМИ по поводу отказа петь украинский национальный гимн во время выступлений за сборную страны.
Участник чемпионата Европы по футболу 2016 года. Принял участие в двух матчах сборной Украины на турнире.
Последний матч за национальную команду провёл 16 октября 2018 года — в рамках Лиги наций УЕФА Украина на своём поле обыграла Чехию 1:0. Ракицкий отыграл весь матч, на 39-й минуте получил жёлтую карточку. После перехода в петербургский «Зенит» в начале 2019 года Ракицкий был исключён из списка игроков сборной Украины на официальном сайте Федерации футбола страны, и более в сборную не призывался.
6 ноября 2019 года Ракицкий объявил о завершении карьеры в сборной Украины.

## Стиль игры
Ракицкий выступает на позиции центрального защитника, также он нередко играет на фланге. Сам футболист предпочитает играть в центре защиты. Его часто сравнивают с другим защитником «Шахтёра» Дмитрием Чигринским. Часто подключается к атакам и исполняет стандартные положения.
Обладает мощным дальним ударом с левой ноги, хорошим пасом и скоростью. Играет с максимальной самоотдачей.

## Достижения

### Командные
«Шахтёр» (Донецк)
- Чемпион Украины (10): 2009/10, 2010/11, 2011/12, 2012/13, 2013/14, 2016/17, 2017/18, 2022/23, 2023/24
- Обладатель Кубка Украины (7): 2010/11, 2011/12, 2012/13, 2015/16, 2016/17, 2017/18, 2023/24
- Обладатель Суперкубка Украины (6): 2010, 2012, 2013, 2014, 2015, 2017

Итого: 23 трофея
«Зенит» (СПб)
- Чемпион России (4): 2018/19, 2019/20, 2020/21, 2021/22
- Обладатель Кубка России: 2019/20
- Обладатель Суперкубка России (2): 2020, 2021

Итого: 7 трофеев

### Личные
- В списках 33 лучших футболистов чемпионата России (3): № 1 — 2019/20, 2020/21, № 2 — 2018/19

## Личная жизнь
Мать работала учительницей в школе, позже — тренером по фитнесу. Отец работал на шахте в Першотравенске, с конца 1990-х годов живёт в Санкт-Петербурге. Родители состоят в разводе. Его дед и дядя занимались футболом на любительском уровне. Его младшая сестра Дарья — журналист на youtube-канале футбольного клуба «Шахтер» Донецк.
Жена Ольга Ракицкая — певица и автор песен, окончила Донецкий национальный университет экономики и торговли. Познакомились за четыре года до свадьбы, которая состоялась 19 декабря 2009 года в Донецке: на ней выступала поп-группа «НеАнгелы». Свидетелем на свадьбе был партнёр Ракицкого по клубу Виталий Виценец.
Дочь Ярослава (род. 23 апреля 2017), сын Артем (род. 18 апреля 2019).
Андрей Пятов характеризует Ракицкого как спокойного и скромного человека.

## Статистика

### Клубная статистика
| Выступление      | Выступление      | Выступление      | Лига | Лига | Кубок | Кубок | Еврокубки | Еврокубки | Другие | Другие | Итого | Итого |
| Клуб             | Лига             | Сезон            | Игры | Голы | Игры  | Голы  | Игры      | Голы      | Игры   | Голы   | Игры  | Голы  |
| ---------------- | ---------------- | ---------------- | ---- | ---- | ----- | ----- | --------- | --------- | ------ | ------ | ----- | ----- |
| Шахтёр-3         | Вторая лига      | 2006/07          | 15   | 1    | —     | —     | —         | —         | —      | —      | 15    | 1     |
| Шахтёр-3         | Вторая лига      | 2007/08          | 16   | 3    | —     | —     | —         | —         | —      | —      | 16    | 3     |
| Шахтёр-3         | Итого            | Итого            | 31   | 4    | 0     | 0     | 0         | 0         | 0      | 0      | 31    | 4     |
| Шахтёр (Донецк)  | Премьер-лига     | 2009/10          | 24   | 0    | 4     | 1     | 9         | 1         | —      | —      | 37    | 2     |
| Шахтёр (Донецк)  | Премьер-лига     | 2010/11          | 21   | 1    | 2     | 0     | 10        | 1         | 1      | 0      | 34    | 2     |
| Шахтёр (Донецк)  | Премьер-лига     | 2011/12          | 27   | 2    | 4     | 0     | 4         | 0         | 1      | 0      | 36    | 2     |
| Шахтёр (Донецк)  | Премьер-лига     | 2012/13          | 24   | 1    | 2     | 0     | 8         | 0         | 1      | 0      | 35    | 1     |
| Шахтёр (Донецк)  | Премьер-лига     | 2013/14          | 23   | 0    | 1     | 0     | 7         | 0         | 1      | 0      | 32    | 0     |
| Шахтёр (Донецк)  | Премьер-лига     | 2014/15          | 18   | 2    | 5     | 0     | 8         | 0         | 1      | 0      | 32    | 2     |
| Шахтёр (Донецк)  | Премьер-лига     | 2015/16          | 18   | 2    | 2     | 0     | 17        | 1         | 1      | 0      | 38    | 3     |
| Шахтёр (Донецк)  | Премьер-лига     | 2016/17          | 21   | 0    | 2     | 0     | 8         | 0         | 0      | 0      | 31    | 0     |
| Шахтёр (Донецк)  | Премьер-лига     | 2017/18          | 23   | 0    | 3     | 1     | 7         | 0         | 1      | 0      | 34    | 1     |
| Шахтёр (Донецк)  | Премьер-лига     | 2018/19          | 11   | 1    | 1     | 0     | 4         | 0         | 0      | 0      | 16    | 1     |
| Шахтёр (Донецк)  | Премьер-лига     | 2022/23          | 13   | 1    | 0     | 0     | 1         | 1         | 0      | 0      | 14    | 2     |
| Шахтёр (Донецк)  | Итого            | Итого            | 223  | 10   | 26    | 2     | 83        | 4         | 7      | 0      | 339   | 16    |
| Зенит (СПб)      | Премьер-лига     | 2018/19          | 12   | 3    | 0     | 0     | 4         | 0         | —      | —      | 16    | 3     |
| Зенит (СПб)      | Премьер-лига     | 2019/20          | 27   | 0    | 4     | 0     | 5         | 1         | 1      | 0      | 37    | 1     |
| Зенит (СПб)      | Премьер-лига     | 2020/21          | 24   | 1    | 1     | 0     | 6         | 0         | 1      | 0      | 32    | 1     |
| Зенит (СПб)      | Премьер-лига     | 2021/22          | 15   | 1    | 0     | 0     | 7         | 1         | 1      | 0      | 23    | 2     |
| Зенит (СПб)      | Итого            | Итого            | 78   | 5    | 5     | 0     | 22        | 2         | 3      | 0      | 108   | 7     |
| Адана Демирспор  | Суперлига        | 2022/23          | 8    | 0    | 1     | 0     | —         | —         | —      | —      | 9     | 0     |
| Адана Демирспор  | Итого            | Итого            | 8    | 0    | 1     | 0     | 0         | 0         | 0      | 0      | 9     | 0     |
| Всего за карьеру | Всего за карьеру | Всего за карьеру | 340  | 19   | 32    | 2     | 105       | 6         | 10     | 0      | 487   | 27    |

### Статистика за сборную
| 2009  | 4  | 1 |
| 2010  | 4  | 1 |
| 2011  | 5  | 1 |
| 2012  | 7  | 0 |
| 2013  | 6  | 1 |
| 2014  | 3  | 0 |
| 2015  | 9  | 0 |
| 2016  | 6  | 0 |
| 2017  | 4  | 0 |
| 2018  | 6  | 1 |
| Всего | 54 | 5 |

| #  | Дата            | Место проведения                                           | Соперник   | Гол | Результат | Соревнование      |
| -- | --------------- | ---------------------------------------------------------- | ---------- | --- | --------- | ----------------- |
| 1. | 14 октября 2009 | Комуналь д’Андорра-ла-Велья, Андорра-ла-Велья, Андорра     | Андорра    | 4-0 | 6-0       | ОЧМ-2010          |
| 2. | 7 сентября 2010 | Стадион «Динамо» имени Валерия Лобановского, Киев, Украина | Чили       | 2-0 | 2-1       | Товарищеский матч |
| 3. | 8 февраля 2011  | Стадион Паралимни, Паралимни, Кипр                         | Румыния    | 1-0 | 2-2       | Товарищеский матч |
| 4. | 6 сентября 2013 | Арена Львов, Львов, Украина                                | Сан-Марино | 9-0 | 9-0       | ОЧМ-2014          |
| 5. | 27 марта 2018   | Стадион «Морис Дюфран», Льеж, Бельгия                      | Япония     | 1-0 | 2-1       | Товарищеский матч |